# Hotel Imperial (film 1939)
Hotel Imperial è un film del 1939, diretto da Robert Florey tratto da Színmü négy felvonásban un lavoro teatrale del 1917 dell'ungherese Lajos Biró.

## Trama
Prima Guerra Mondiale, sul fronte gli austriaci combattono contro le truppe russe, in una cittadina che vede continuamente cambiare dominazione, una ragazza si fa assumere all'hotel Imperial per vendicare il suicidio della sorella a causa di un ufficiale austriaco di cui conosce solo la stanza che occupava presso l'hotel.

## Produzione
il film è il remake dell'omonima pellicola uscita in Italia con il titolo L'ultimo addio del 1927 con protagonista Pola Negri tratto dalla novella di Lajos Biró Színmü négy felvonásban.
Il progetto del film nacque nel 1936 e, a inizio anno, venne iniziata la lavorazione di Invitation to Happiness che doveva avere come star Marlene Dietrich e Charles Boyer. La sceneggiatura fu affidata a Melchior Lengyel e a John Van Druten. A metà gennaio, da notizie riportate su Hollywood Reporter, Ernst Lubitsch assunse la produzione e la regia del film, il cui titolo cambiò in I Loved a Soldier, fu affidata a Henry Hathaway. Il 16 marzo, il titolo fu definitivamente cambiato in Hotel Imperial: cambiarono anche gli sceneggiatori, la Dietrich fu rimpiazzata da Margaret Sullavan e furono sostituiti altri membri del cast. A fine marzo, anche la Sullavan venne sostituita. Secondo fonti moderne, tra l'attrice tedesca e Hathawy ci furono delle divergenze che Lubitsch, non essendo più responsabile della produzione della Paramount, non riuscì a ricomporre. Il nuovo produttore capo William LeBaron fece ripartire da zero il progetto del film, che, con una nuova sceneggiatura ridotta e un nuovo budget ridotto, fu ridimensionato. La parte principale, alla fine, fu affidata all'attrice italiana Isa Miranda mentre per il ruolo del protagonista maschile, dopo aver pensato a Robert Preston, si scelse Ray Milland. La lavorazione del film fu ripresa a fine ottobre 1938 e, in dicembre, vennero girate le scene in esterni al Paramount Ranch.
È il primo film girato da Hollywood da Isa Miranda che, secondo le intenzioni della Paramount, doveva diventare la nuova Marlene Dietrich. L'attrice non aveva ancora buona padronanza della lingua e imparò la parte basandosi sulla semplice fonetica. Nonostante le buone critiche e l'accoglienza favorevole negli USA il film non venne mai distribuito in Italia e subito dopo aver girato il suo secondo film La signora dei diamanti a causa dello scoppio della guerra, l'attrice dovette rientrare in Italia.

L'attrice canta la canzone There's Something Magic Saying Nitchevo scritta da Frederick Hollander e Ralph Freed.
Durante le riprese di una carica di cavalleria il protagonista Ray Milland ebbe un incidente che lo costrinse a letto alcuni giorni.
Nel 1943 Billy Wilder diresse una nuova versione della storia intitolata I cinque segreti del deserto che vedeva l'azione svolgersi a Tobruk durante la seconda guerra mondiale.

## Distribuzione
Il copyright del film, richiesto dalla Paramount Pictures, Inc., fu registrato il 12 maggio 1939 con il numero LP8841. Distribuito dalla Paramount Pictures, il film uscì nelle sale cinematografiche statunitensi il 17 febbraio 1939.